# 偽善
偽善（ぎぜん、英: hypocrisy）とは、特に宗教や道徳的信念に関し、真の性格・性向を隠す一方で、美徳または善といった見せかけの外観をつくることを言う。したがって、一般的な意味において偽善には「心や行いが正しいように見せかけること」、「見せかけの善行」の意味を持ち、または「まやかし」の意味が含まれることがある。偽善的な行動とは、他を批判するのと同じ行動を自らも行っていることを指す。道徳心理学においては、自ら表明する道徳的な規則や原則に従わないことを指している。
ケンブリッジ大学の政治哲学者、デイビッド・ランシマン（1967-）は、「他にも偽善的な欺瞞には、自分には欠けている知恵を持っているという主張、一貫していると主張しながらの言行不一致、持ってもいない忠誠心の表明、アイデンティティの偽装」があるとし、アメリカのマイケル・ガーソン（1964-）元ジョージ・W・ブッシュの元スピーチライター、現ワシントン・ポストの政治コラムニストは、政治的偽善とは「意識的に仮面マスクを使用して国民をだまし、自らの政治的利益を得ること」としている。
偽善は、人類の歴史の初めから伝承と文学の主題となってきた。1980年代以降は、経済学、認知科学、倫理学、政治社会学や各種心理学といった分野の中心的主題ともなっている。

## 語源
偽善 (hypocrisy) という単語はギリシャ語の ὑπόκρισις (hypokrisis) から来ており、原意は「演じる」であり、そこから「本心で無い感情を持っているふりをする」へと意味が変化してきた。イエスはこの言葉を倫理的に悪い態度とみなし「嫉妬」、「演技」、「行動化」、「臆病者」、「虚勢」を意味するようになった。
偽善者 (hypocrite) は、ギリシャ語の ὑποκριτής (hypokritēs) から派生し、ὑποκρίνομαι (hypokrinomai)（κρίση 「判断する」> κριτική (kritikē)「評論家」）となった。これは俳優による劇のパフォーマンスにはある程度の解釈または評価が含まれるためとされる。
また、この単語 (Hypocrisy) は「～下の」を意味するギリシャ語の接頭辞「hypo-」 と、動詞「krinein」（「取捨選択、決定する」を意味する）が合成したものである。したがって、元々の意味は、取捨選択するか決定する能力の欠如を意味していた。この欠如は、自分自身の信念や感情に関係しているので、その言葉の現代的な意味を表すものとなっている。
本来は、hypokrisis はあらゆる種類の公演に適用される言葉で、hypokritēs の方は舞台俳優のための専門用語であった。ただ、後者の呼称は公人にとってあまり適切なものとはされていなかった。たとえば、紀元前4世紀のアテネで、かの演説家デモステネスは、ライバルで政治に入る前は成功した俳優だったアイスキネスを「偽善者（hypocrite）」とし、彼の舞台上で他人を演じる演技力があるので信頼できない政治家だ、と嘲笑した。偽善者に対するこの否定的な見方は、おそらく俳優に対するローマの軽蔑と組み合わさって、もともと中立的なhypokrisisの意味に影を落とした。現代の言葉「偽善」（hypocrisy）にその否定的な含意を与えるのは、後年になって偽造ペルソナとしての意味が出来てからである。

## 歴史
アメリカの歴史家マーティン・ジェイの『The Lind in Politics』（2012年）は、何世紀にも渡って作家が偽善、欺瞞、お世辞、嘘つき、詐欺、中傷、偽装、他人の栄光の上で生きること、偽装、慣習的隠蔽、不誠実芸をどのように扱ってきたかを詳細に検討し、彼は、政治にはそれなりの価値があると考えてはいるが、政治は不可避的に嘘と偽善に関連するので嘘もそこまでの悪徳ではないのだろうと結論付けている。

### イギリス
偽善は、18世紀初頭のイギリスの政治史における主要なトピックとなった。当時、非国教徒は（1689年の寛容法は一定の権利を認めていたが）公職排斥で公職に就くことが出来なかった。そのため職務を欲しがっていた非国教徒は、制限を避けるために、年に一度イングランド国教会の聖餐を受け国教徒の証明を得た。この、いわゆる臨時の「便宜的適合性取得」に対し高等教会の公使は激怒し、1711年に「便宜的国教徒禁止法案」で違法とした。政治的な論争で、対立する両方が、お互いを、不誠実で偽善的であるとして相手方を攻撃した。この過激なキャンペーンは、1709年にピークに達し、1719年にホイッグス党が政権に復帰したときに「便宜的な適合性取得」は再び可能になった。
イギリスの作家バーナード・デ・マンデヴィル （1670-1733）は、その代表作 『蜂の寓話（The Fable of the Bees）』 （1714）で、現代ヨーロッパ社会における偽善の本質を探った。18世紀の悟りにおいては、偽善の議論はヴォルテール、ルソー、そしてモンテーニュの作品に共通するものとなっている。
1750年から1850年にかけて、イングランドのホイッグ貴族たちは一般の人々に対する彼らの特別な慈悲を自慢していた。彼らは、ヨーロッパ中で政情不安定と革命を引き起こした民衆の不満の発生を防ぐための改革イニシアチブを導き、カウンセリングを施しているのだと主張した。しかし、トリーと過激派の批評家たちは、彼らの貴重な貴族の独占権を守りながら、改革と民主主義のスローガンを用いながら、それを用いて自らの権力の座を取ろうとしているだけである、とホイッグスの偽善を非難した。

### アメリカ
第二次世界大戦のプロパガンダ戦で、日本はアメリカにおける日系人収容所の不公正さを強調し、アメリカの偽善を攻撃した。ラジオ東京は、収容所が民主主義の理想と公正なプレーに対すアメリカの主張は偽善的であると強調した。このプロパガンダには、アメリカ合衆国建国の父達、中立的な情報源、そしてアメリカの主要新聞からの反対意見をも引用していた。ラジオ東京は架空の情報源も利用していた。そして、報復でアメリカ人捕虜達を同様に扱うと脅し、日本の道徳的優位性を主張した。

## 道徳的および宗教的規範
多くの宗教的信念体系では偽善を断罪している。
ヨブ記の一部の翻訳では、ヘブライ語のchanephという単語は「偽善者」として表現されており、通常は「無神論者（キリスト教文化圏では元来「道徳が無い人」のようにネガティブな印象がある）」または「冒涜的」を意味する。イエスはファリサイ派とパリサイ人を「パリサイ人の苦悩」として知られている箇所で偽善者として非難している。また、マタイによる福音書第7章5節で、偽善者をより一般的な言葉で非難している。
16世紀においては、ジョン・カルバンはニコデミテス（Nicodemite）に対して批判的だった。
仏教では、禁欲的な態度を見せながらも欲に溢れる事として、釈迦の説法や法句経(ダンマパダ)といった教典などにおいて説かれている。
イスラム教では、偽善は深刻な病気である。クルアーンには、信者や平和主義者であると主張しつつ、神や他の人々をだまそうとしても、実は自分たちをだましているだけ、とされている。

## 心理学
偽善は心理学者にとって長い間関心の的であった。

### カール・ユング
スイスではカール・ユング （1875年 - 1961年）は偽善を自らの"影"の面（ユング心理学でいう「陰」）に気づいていない人々のこととし、次のように書いている。
すべての人は革命、内分裂、既存の秩序の転覆、そして刷新を必要とするが、キリスト教的愛や社会的責任といった偽善的なマントを被ったものの前提で強制されるものでも、またはその他すべての美しい言葉の言い換えを使って人の無意識下に訴えて、利己心に基づいて他人に対して押し付けることによってなされるものではない。

## 社会心理学
社会心理学者は一般的に偽善を態度や行動の不一致の具体化として見ている。したがって、多くの社会心理学者は、個人の偽善的思考と行動への嫌悪感を説明する際の、不協和の役割に焦点を当ててきた。
あるいは、社会心理学者の中には、偽善者は自らの道徳的な善について誤ったシグナルを発するので、人は偽善を否定的に見ているのだとしている。

## 哲学
偽善は、少なくともマキャヴェリ以来、哲学者にとって興味深いトピックとなってきた。偽善によって提起された哲学的問題は、形而上学的/概念的と倫理的な問題に分けられる。偽善は道徳的に間違っているのか「悪い」のか。特定の分野では意味があるのか、また特に政治では必要悪なのか、といったことである。
例えば、ある人が何らかの非道徳的行いをし、それに対し非難された場合、相手が偽善的であるという理由で異議を申し立てることが出来るようである。典型的な表現は、「あなたには私を責める権利はありません」というフレーズ。したがって、一部の哲学者は、他人を非難する地位または権利を得るためには、自分は偽善的であってはならないのだと主張する。この立場は偽善と公正の関係に焦点を当てるものである。
そもそも偽善者とは何か。この本質について哲学的議論がなされ、初期の頃は、その欺瞞的、矛盾する性質に焦点を当てる傾向があった。哲学者エヴァ・キテイは、偽善者の基本的な属性は「自己参照型欺瞞」であるとした。ギルバート・ライルは、偽善的な行為とは「自分の本当の動機以外の動機によって動機づけられている」こととした。対照的に、Dan Turner は、人の態度の「内部的対立または不均衡」として欺瞞があるかどうかは別とした。

## 利点
偽善には多くのマイナス面もあるが、利点ともなりうる場合がある。
先のマイケル・ガーソンは、「政治や外交交渉にはしばしば偽善的な詐欺があり、大抵原理原則から始めて『交渉不可能』としたものを交渉し譲歩点を探る」と述べ、次のように語っている。
偽善は避けられないと同時に必要なものである。もし人々が常に誠実、忠誠、思いやりと言った理想に従うことを要求されるとしたら、理想というものが存在し得えない。道徳的な人であるとは、誰しもが苦闘しながら繰り返し失敗し、その度に偽善者になるということなのです。公正で平和な社会とは、結局の所、自分らは理想を裏切りつつも理想を捨てない偽善者に依存しているのです。

## 日本における概念
偽善（ぎぜん）とは、善良であると偽ることをいう。
また、これを行う者は偽善者とよばれる。
精神的な偽善は、外面では善い行為に見えても、それが本心や良心からではない心理状態を指し、行為としての偽善は、隠れて悪事を行う為に善行を装う事である。
偽善を為す要因に、虚栄心や利己心があり、前者は名誉欲や愛情欲が原因で後者は権勢欲や金銭欲である。
行為としての偽善と精神的な偽善は、別と考えて、精神的な偽善が行為としての偽善に繋がるかどうかを判断する者と、精神論で一括りに偽善を否定する者というように、偽善に対する認識は、善悪をどう認識するかで変るために一様ではない。
精神的な偽善には、腹黒いやゴマすりや食わせ物という表現もある。
また、和英辞書では、利己心による偽善者である偽君子（snob）も hypocrite とされている場合がある。

## 日本語における用法
日本語における偽善の意味として、「善を掲げつつ、その善行を行わない」という上記英語のhypocrisyの訳語のほかに、「ある善行が“真の善”ではない」という用法がある。
例えばある人がアフリカにおける児童の貧困を望ましくないと主張し、お金を寄付したとする。この場合、主張と行為が一致しており、英語における“hypocrisy”には当たらないが日本語における偽善に当てはまる可能性がある。その根拠として以下の点が挙げられる。
1. 動機の不純さ
ある善行の背景に“善意”以外の要素がある場合、その行為は真の善ではないとするもの。その要素としては「自己満足」、他者によく見られたいという「虚栄・利己心」がよく指摘される。
2. 行為の欠点
1.以外にも「お金を寄付したとしてもそれで助かるのは一時的なことであり、根本的な貧困問題を解決していない。」という主張や「寄付や援助で支援される子供は全体の一部であり、不公平が生じる。」など行為そのものに欠点が存在するため、そのような善行は偽であるとするもの。

また、たとえある行為が上記の意味で偽善であるにしてもそれを評価するかどうかには様々な意見がある（やらない善よりやる偽善）。

## 日本における心理表象にみる偽善
まず、自分の事を「偽善者」だと思う人は、外面的には自分を善と見せかけていても、実は内面的に悪であると知っている。したがって「偽善」とは、自己の悪の自覚を含む主観であり、自己の善性に対する懐疑から深い思索を生み出す事もある。逆から言えば、自己の善性に対する懐疑のない「善」は、時には「偽善」となってしまうことも、仕方が無いと言える。
一方、自己ではなく他者を「偽善者」と非難する人もいる。外面的には善と見せかけているが、その他者の内面の悪を見抜いてしまっていると言う場合と、善行に対する思慮の浅さを指摘する場合がある。前者の場合、他者の内面というのは外から簡単に分かるものではないから、その他者の中に悪を推定するだけで、善行に対して猜疑心を向けているに過ぎない。後者の場合、善行自体があまりよい結果を生み出さなかったことを指摘していることがあり、そうした場合は謙虚に受け止め、思慮の浅さを反省すべきである。
別の可能性として、内面的な事柄を度外視しても「偽善」が指摘されうる事もある。つまり、目立つところでは善い事を言ったり行ったりしていても、目立たないところでは悪事を行い、表面上の善を無にして余りあるような害悪をばらまいているような場合である。こうした時には表面上の善はいわゆる「きれいごと」であり、むしろ社会的に善行として評価されることなどによる自己利益が企図されていることもある。このとき「偽善者」という批判は、隠蔽された悪事を暴露して問題の本質を明らかにする。
ところが、こうした「きれいごと」を非難する声の中には、実質的な悪への関心が見られない事も稀ではない。人に先駆けて行う事を臆するあまり、結局は何も出来ないでいる者たちが、目立った行いをする者を「偽善者」だと嘲笑する（似非ニヒリズム）。ボランティア活動などは常にこうした困難に直面するが、「偽善」への深い思索に裏打ちされ、常に自分の行為の及ぼす影響に留意してなされる継続的な行為は、たんなる主観的な善悪の次元を超越したものになりうる。